# 马里奥·真蒂利
马里奥·真蒂利（義大利語：Mario Gentili，1913年1月31日—1999年1月19日），意大利男子自行车运动员。他曾代表意大利参加1936年夏季奥林匹克运动会自行车比赛，获得男子团体追逐赛银牌。